# Liste der Bodendenkmäler in Rettenbach am Auerberg
Auf dieser Seite sind die Bodendenkmäler in der schwäbischen Gemeinde Rettenbach am Auerberg zusammengestellt. Diese Tabelle ist eine Teilliste der Liste der Bodendenkmäler in Bayern. Grundlage ist die Bayerische Denkmalliste, die auf Basis des Bayerischen Denkmalschutzgesetzes vom 1. Oktober 1973 erstmals erstellt wurde und seither durch das Bayerische Landesamt für Denkmalpflege geführt wird. Die folgenden Angaben ersetzen nicht die rechtsverbindliche Auskunft der Denkmalschutzbehörde.

## Bodendenkmäler der Gemeinde Rettenbach am Auerberg

### Bodendenkmäler in der Gemarkung Rettenbach a.Auerberg
| Lage                             | Objekt | Akten-Nr.     | Bild |
| -------------------------------- | --- | ------------- | ---- |
| Rettenbach a.Auerberg (Standort) | Mittelalterlicher Burgstall. | D-7-8230-0003 |      |
| Rettenbach a.Auerberg (Standort) | Grabhügel vorgeschichtlicher Zeitstellung oder Turmhügel des Mittelalters.                                                                          | D-7-8230-0004 |      |
| Rettenbach a.Auerberg (Standort) | Befestigung vor- und frühgeschichtlicher Zeitstellung.                                                                                              | D-7-8230-0023 |      |
| Rettenbach a.Auerberg (Standort) | Siedlung der römischen Kaiserzeit. | D-7-8230-0025 |      |
| Rettenbach a.Auerberg (Standort) | Mittelalterliche und frühneuzeitliche Befunde im Bereich der Katholischen Pfarrkirche St. Vitus, Modestus und Crescentia in Rettenbach am Auerberg. | D-7-8230-0037 |      |

### Bodendenkmäler in der Gemarkung Tannenberg
| Lage                  | Objekt                                                    | Akten-Nr.     | Bild |
| --------------------- | --------------------------------------------------------- | ------------- | ---- |
| Tannenberg (Standort) | Burgstall des hohen und späten Mittelalters (Tannenberg). | D-1-8230-0008 |      |